# Stargirl (serie televisiva)
Stargirl è una serie televisiva statunitense, basata sul personaggio della DC Comics Stargirl creato da Geoff Johns.
La prima stagione della serie, è andata in onda dal 18 maggio 2020 negli Stati Uniti sul servizio streaming DC Universe. Gli episodi di Stargirl vengono trasmessi anche in televisione sul canale The CW, il giorno seguente dall'uscita via streaming. Prima dell'episodio pilota della serie, i personaggi di Stargirl sono stati inclusi nell'Arrowverse, ma vivono su Terra-2 post-crisi.
Il 6 luglio 2020, la serie è stata rinnovata per una seconda stagione, diventando a tutti gli effetti una serie originale di The CW.
La seconda stagione, intitolata “Summer School” è trasmessa negli Stati Uniti, sul canale The CW, dal 10 agosto 2021.
Nel maggio 2021, la serie è stata rinnovata per una terza stagione, intitolata Frenemies, in onda dal 31 agosto 2022.
Il 31 ottobre 2022, viene annunciata la cancellazione della serie dopo tre stagioni.

## Trama
Dieci anni dopo la morte di tutti i componenti della Justice Society of America durante una battaglia con l'Injustice Society, la studentessa liceale Courtney Whitmore scopre lo Scettro Cosmico e, dopo aver scoperto che il suo patrigno Pat Dugan era stato una spalla di Starman, decide di diventare la capostipite di una nuova generazione di supereroi.

## Episodi
| Stagione         | Episodi | Prima TV USA | Prima TV Italia |
| ---------------- | ------- | ------------ | --------------- |
| Prima stagione   | 13      | 2020         | 2021            |
| Seconda stagione | 13      | 2021         | 2022            |
| Terza stagione   | 13      | 2022         | inedita         |

## Personaggi e interpreti

### Personaggi principali
- Courtney Whitmore / Stargirl (stagioni 1-in corso), interpretata da Brec Bassinger, doppiata da Margherita De Risi.
- Yolanda Montez / Wildcat (stagioni 1-in corso), interpretata da Yvette Monreal, doppiata da Irene Trotta.
- Beth Chapel / Dottor Mid-Nite (stagioni 1-in corso), interpretata da Anjelika Washington, doppiata da Claudia E. Scarpa.
- Rick Tyler / Hourman (stagioni 1-in corso), interpretato da Cameron Gellman, doppiato da Alessio Puccio.
- Mike Dugan (stagioni 1-in corso), interpretato da Trae Romano, doppiato da Adriano Venditti.
- Henry King Jr. (stagione 1, guest star stagione 2), interpretato da Jake Austin Walker, doppiato da Matteo Liofredi.
- Cameron Mahkent (stagioni 1-in corso), interpretato da Hunter Sansone.
- Cindy Burman / Shiv (stagioni 1-in corso), interpretata da Meg DeLacy, doppiata da Lucrezia Marricchi.
- Jordan Mahkent / Icicle (stagione 1, guest star stagione 2), interpretato da Neil Jackson, doppiato da Alessio Cigliano.
- Henry King Sr. / Brainwave (stagione 1, guest star stagione 2), interpretato da Christopher James Baker, doppiato da Christian Iansante.
- Barbara Whitmore (stagioni 1-in corso), interpretata da Amy Smart, doppiata da Federica De Bortoli.
- Pat Dugan / S.T.R.I.P.E. (stagioni 1-in corso), interpretato da Luke Wilson, doppiato da Massimo De Ambrosis.
- Eclipso (stagione 2), interpretato da Nick E. Tarabay.

### Personaggi ricorrenti
- Charles McNider / Dottor Mid-Nite (stagioni 1-2), interpretato da Henry Thomas e Alex Collins, doppiato da Maurizio Montecchiesi.
- Starman (stagioni 1-in corso) interpretato da Joel McHale
- Artemis Crock (stagioni 1-in corso), interpretata da Stella Smith.
- Steven Sharpe / Gambler (stagione 1), interpretato da Eric Goins, doppiato da Pasquale Anselmo.
- Lawrence Crock / Sportsmaster (stagione 1, guest star stagione 2), interpretato da Neil Hopkins, doppiato da Maurizio Merluzzo.
- Paula Brooks / Tigress (stagione 1, guest star stagione 2), interpretata da Joy Osmanski, doppiata da Selvaggia Quattrini.
- Anaya Bowin (stagione 1, guest star stagione 2), interpretata da Hina X. Khan, doppiata da Francesca Fiorentini.
- Justin / Shining Knight (stagione 1), interpretato da Mark Ashworth, doppiato da Sergio Lucchetti.
- Isaac Bowin (stagioni 1-2), interpretato da Max Frantz.
- Shiro Ito / Dragon King (stagione 1, guest star stagione 2), interpretato da Nelson Lee, doppiato da Stefano Alessandroni.
- Richard Swift / Shade (stagioni 2-in corso), interpretato da Jonathan Cake, doppiato da Francesco Prando.
- Jennifer-Lynn Hayden (stagioni 2-in corso), interpretata da Ysa Penarejo, doppiata da Ludovica Bebi.

È presente anche Solomon Grundy tra i personaggi ricorrenti, uno zombie gigante e membro dell'Injustice Society, esso però appare tramite la CGI.

## Sviluppo
Il 19 luglio 2018, DC Comics al San Diego Comic-Con annunciò Stargirl, una serie composta da 13 episodi, su DC Universe. Il primo episodio, è stato scritto da Geoff Johns in collaborazione con i produttori esecutivi Greg Berlanti, Sarah Schechter e Melissa Carter. Le aziende di produzione coinvolte nella serie sono: Mad Ghost Productions, Berlanti Productions, Warner Bros. Television e DC Entertainment. La serie sarà una "rivisitazione" del personaggio Stargirl.
LJ Shannon, designer dei costumi della serie disse: "ho cercato di rimanere il più fedele possibile allo stile dei fumetti". Ognuno dei costumi sono "funzionali" con un aspetto estetico differente a seconda del personaggio. Johns descrisse il design del costume di Dottor Mid-Nite come "steampunk" molto elaborato mentre il design del costume di Hourman lo definì "più semplice ma pratico". Legacy Effects progettò il design robotico di S.T.R.I.P.E da utilizzare durante le riprese.
Zoic Studios fornì gli effetti visivi per la serie. Secondo Johns, Stargirl è stata la prima serie televisiva della Warner Bros. ad utilizzare la previsualizzazione (un processo più comunemente utilizzato dai lungometraggi) per le loro scene di effetti. La previsualizzazione è stata gestita da The Third Floor. Johns grazie alla sua esperienza lavorativa con i film Wonder Woman, Aquaman, e Shazam! aiutò la serie con scene che le serie televisive di supereroi non avevano mai visto prima.

## Produzione
Il primo teaser trailer è stato pubblicato l'11 dicembre 2019.

## Distribuzione
Gli episodi della serie vengono trasmessi una volta a settimana in prima visione sul servizio streaming DC Universe e, il giorno seguente, sull'emittente TV The CW. Il primo episodio, inizialmente previsto per l'11 maggio 2020, è stato posticipato al 18 maggio 2020.
La seconda stagione della serie è andata in onda esclusivamente su The CW, dal 10 agosto 2021.
In Italia, la prima stagione è stata distribuita in prima TV su Rai 4 dal 19 luglio al 16 agosto 2021. La seconda stagione, sempre su Rai 4, è iniziata l'11 luglio 2022 ed è terminata l'8 agosto 2022.

## Colonna sonora
A giugno 2019, Pinar Toprak durante l'intervista di Score: The Podcast, ha rivelato di essere il compositore della serie.

## Accoglienza
Su Rotten Tomatoes (basandosi su 38 recensioni) la prima stagione della serie ha ottenuto una percentuale di approvazione dell'89%. Il commento del sito recita: "Una serie stellare perfetta per chi cerca un po' di speranza, Stargirl è molto divertente anche se vista con la propria famiglia".
Mentre Metacritic (su 8 recensori) ha assegnato alla serie un punteggio di 68 su 100 ponendolo quindi nella categoria "Recensioni generalmente favorevoli" (in originale: "Generally favorable reviews").